# Aerangis fuscata
Aerangis fuscata (Rchb.f.) Schltr., 1914 è una pianta della famiglia delle Orchidacee, endemica del Madagascar.

## Descrizione
È una piccola orchidea epifita con fusto monopodiale lungo sino a 6 cm, da cui originano 4-5 foglie carnose, da ellittiche a obovate, lunghe 1,5–9 cm e larghe 1–3 cm.
L'infiorescenza, pendente, si sviluppa dall'ascella foliare e comprende da 1 a 5 fiori, con petali e sepali di colore dal giallo al verde pallido, con sfumature rosa, e un labello bianco, lanceolato, dalla cui base origina uno sperone nettarifero lungo 9–13 cm.

## Biologia
Si riproduce per impollinazione entomofila da parte della farfalla notturna Panogena lingens, della famiglia degli Sfingidi.
La conformazione e la lunghezza della spirotromba della farfalla le consentono di raccogliere il nettare in fondo allo sperone del fiore; nel far ciò si imbratta con il polline dell'orchidea che successivamente deposita su un altro fiore.

## Distribuzione e habitat
Angeris fuscata è un endemismo del Madagascar, diffuso prevalentemente sul versante orientale dell'isola.
Cresce come epifita su arbusti e piccoli alberi, in una ampia varietà di habitat, sino ai 1500 m di altitudine.